# Janseides
Janseides é um gênero de mariposa pertencente à família Acrolophidae.